# Liste der Hochhäuser in El Salvador
Die folgende Liste enthält die höchsten Gebäude in El Salvador. Die Höhenangabe der einzelnen Gebäude wird von der Basis bis zur obersten Etage des Gebäudes angegeben, ohne Antennen, Fahnenmasten etc.
|    | Name                             | Stadt             | Höhe    | Anzahl Etagen | Einweihung |
| -- | -------------------------------- | ----------------- | ------- | ------------- | ---------- |
| 1  | Torre El Pedregal                | Antiguo Cuscatlan | 110,3 m | 28            | 2010       |
| 2  | Torre Futura                     | San Salvador      | 99 m    | 25            | 2009       |
| 3  | Torre Alisios 115                | San Salvador      | 96 m    | 26            | 2011       |
| 4  | Terra Alta                       | San Salvador      | 90 m    | 20            | 2009       |
| 5  | Torre Citi                       | San Salvador      | 79 m    | 19            | 1989       |
| 6  | Torre Telefónica (CFG)           | San Salvador      | 77 m    | 17            | 1999       |
| 7  | 105 Campestre Torre I            | San Salvador      | 76,65 m | 24            | 2008       |
| 8  | 105 Campestre Torre II           | San Salvador      | 74,5 m  | 21            | 2008       |
| 9  | Torre 525 Avenida La Capilla     | San Salvador      | 71 m    | 19            | 2001       |
| 10 | Torre Avante                     | Antiguo Cuscatlan | 67,1 m  | 16            | 2010       |
| 11 | Ministerio de Gobernación        | San Salvador      | 65 m    | 14            | 1979       |
| 12 | Torre 515 Avenida La Capilla     | San Salvador      | 64 m    | 16            | 2006       |
| 13 | Torre RED (CFG)                  | San Salvador      | 61 m    | 14            | 1999       |
| 14 | 105 Campestre Torre III          | San Salvador      | 60 m    | 18            | 2008       |
| 15 | Hotel Hilton (San Salvador)      | San Salvador      | 55 m    | 15            | 1997       |
| 16 | Torre Roble                      | San Salvador      | 54 m    | 14            | 1974       |
| 17 | Hospital de Niños Benjamin Bloom | San Salvador      | 53,5 m  | 12            | 1970       |
| 18 | Torre Maquilishuat               | San Salvador      | 50 m    | 13            | 2001       |
| 19 | Torre Banco Central de Reserva   | San Salvador      | 47 m    | 12            | 1992       |
| 20 | Edificio Telesal                 | San Salvador      | 47 m    | 12            | 1995       |
| 21 | Condominios 2000                 | San Salvador      | 46,40 m | 14            | 1974       |
| 22 | Torre 370 Avenida La Capilla     | San Salvador      | 45 m    | 15            | 2008       |
| 23 | Condominio Las Vistas            | San Salvador      | 42 m    | 12            | 2008       |
| 24 | Torre Administrativa ISSS        | San Salvador      | 40 m    | 12            | 1978       |
| 25 | Torre Scan                       | San Salvador      | 38 m    | 12            | 1986       |
| 26 | Edificios Ministerio de Hacienda | San Salvador      | 35 m    | 10            | 1969       |
| 27 | Mapfre La Centro Americana       | San Salvador      | 32 m    | 8             | 1969       |